# Irina Wladimirowna Starschenbaum
Irina Wladimirowna Starschenbaum (russisch Ирина Владимировна Старшенбаум; * 30. März 1992 in Moskau) ist eine russische Schauspielerin.

## Wirken
Starschenbaum besuchte die Staatliche Universität für Druckwesen Moskau und feierte 2017 in Fjodor Bondartschuks russischem Science-Fiction-Film Attraction ihr Filmdebüt. Internationale Aufmerksamkeit errang sie 2018 mit ihrer Rolle in dem Film Leto, dessen Regisseur Kirill Serebrennikow noch während der Dreharbeiten wegen des Vorwurfs auf Unterschlagung von den russischen Behörden festgenommen wurde. Gemeinsam mit Cate Blanchett, Lars Eidinger und weiteren 54.000 Unterstützern setzte sich Starschenbaum 2018 auch bei den Internationalen Filmfestspielen von Cannes für die Freilassung Serebrennikows ein, indem sie dessen Hausarrest medial zur Geltung brachte. Für ihre Rolle als Ostarbeiterin Anja in Alexei Sidorows Kriegsfilm T-34 wurde sie für den russischen Golden Eagle Award als Beste Darstellerin nominiert.

## Privates
Ab 2015 war Starschenbaum mit Alexander Andrejewitsch Petrow, den sie bei den Dreharbeiten von Attraction kennenlernte, liiert. 2017 gaben sie ihre Verlobung bekannt, die sie im Juni 2019 wieder auflösten. Die russische Schauspielerin Anna Gennadjewna Starschenbaum (* 1989) ist ihre Cousine.

## Nominierungen
- 2019: Nika als Beste Darstellerin für Leto
- 2020: Golden Eagle Award (Russland) als Beste Darstellerin für T-34

## Filmografie (Auswahl)
- 2015: Pereezd (Fernsehserie, 8 Folgen)
- 2017: Attraction (Prityazhenie)
- 2017: Dark Water
- 2018: Ljod – Eis
- 2018: Leto (Kurzfilm)
- 2018: T-34
- 2019–2020: Russian Affairs (Soderzhanki, Fernsehserie, 14 Folgen)
- 2020: Attraction 2 – Invasion (Vtorzhenie)
- 2021: Obschaga
- 2022: Syostry
- 2022: Die stillen Trabanten
- 2023: Shoshana
- 2025: Tuda